# コズミック・イラの艦船およびその他の兵器
コズミック・イラの艦船およびその他の兵器では、テレビアニメ『機動戦士ガンダムSEED』を初めとする「コズミック・イラ」作品に登場する架空の艦船と、MS（モビルスーツ）とMA（モビルアーマー）を除くその他の兵器について解説する。

## オーブ軍

### クラオミカミ級
オーブ海軍の多数を占める護衛艦。同時代の艦では旧式の部類に入るが、数の多さから領海警備に多用されている。
本級は、インマストの一部が三脚ラティス構造であり、アンカーは艦首両側面に装備されている。ガスタービンの吸気口はイージス艦とほぼ同様の形状であり、艦橋の両脇に位置している。また、装備するレーダーは一様にフェーズドアレイレーダーとなっている。
クラミツハ、イワサク
『SEED DESTINY』第23話のダーダネルス海峡戦（ダルダロスの暁作戦）などに登場。Bパートでタケミカズチを中心とするイージス艦1隻と共に計4隻が先行していたため、「前に出せ」という台詞から本級と思われる。続く28話のクレタ沖海戦でイージス艦のソコワダツミが被弾した後の「クラミツハ、前に出ます」という台詞から、三つ巴の乱戦を生き残っていたことが判明した。

### イージス艦
『SEED』『SEED DESTINY』などに登場するオーブ海軍の大型イージス艦。末広がりのタンブルホーム船型のトリマラン（三胴型）船体を有しており、モビルスーツの戦闘力に対応するべく水中の船体から空気の泡を出して包むことで、抵抗を減らしつつ水中翼で浮力も調整して速度を上げ、時速換算で90キロを超す高速航行を実現させている。
「大筒（おおづつ）」とも総称される艦首の速射砲は毎分66連射が可能で、弾丸には通常弾以外にも八式弾が存在する（ただし、小説版では文脈上、八式弾はミサイルである事が示俊されている）。
地球連合側が保有するデモイン級などの同類艦と同一の性能と記す資料が多いが、より重武装かつ独特な推進技術を有しているため似て非なる水上艦だといえる。
アニメ両本篇ほぼ全てのオーブ近海防衛戦で奮戦する姿が見られた。
C.E.71年６月のオーブ防衛戦ではもっぱらイザナギ海岸沿岸海上に停船した状態で対空戦闘をおこなっており、設定にある快速を利して回避運動をとる様子などは描かれず、次々に撃沈された。
『DESTINY』では世界安全保障条約に基づき海外派遣艦隊として外洋に初出動。2度に渡ったザフトのミネルバ級との海戦は苛烈を極め、戦いの序盤となる第27話では八式弾の砲撃によってブリッジ周辺に大きなダメージを与えるなど活躍した。しかし、やはり高速航行能力は特に描写されず、特にソードインパルスの接近を許してからは多数が撃沈された。『FREEDOM』では、オーブ軍第二護衛艦隊ミサイル巡洋艦「ヨシツネ」というテロップが出ており、より具体的な艦種類別が定められている。
ソコワダツミ
『SEED DESTINY』第28話のクレタ沖海戦に登場。Aパートでミネルバからのイゾルデ砲弾を左舷に受けミサイル発射口を破壊された。八式弾を放った艦かは不明。

### 補給艦
『SEED HDリマスター』第36話、『SEED DESTINY』第1&20話（回想として）などに登場。人員、車両などの輸送にも使用される補給艦。極端に前方に寄った巨大な艦橋と、その後方に艦上構造物が連なる構造を持つ。艦上構造物の壁面は大半が垂直面であり、マストは傾斜平面で構成されている。上構側面にはプロムナードデッキがあり、艦上構造物は中程が大きく切り欠かれたような形状であり、4基設置されたクレーンで露天甲板に車両その他の荷物を積み卸すことが可能になっている。
オーブ解放作戦の最中にオノゴロ島に派遣され島民の脱出を支援し、家族を失って放心状態だったシン・アスカがトダカによって保護された艦でもある。

### タケミカズチ級
『SEED DESTINY』に登場。オーブ海軍の大型航空母艦（スーパーキャリア）。オーブの国防戦略の変化、すなわち、本土・沿岸の領域警備重視から外洋制圧力強化による積極防衛への転換にともない建造された。これは艦載機であるムラサメも同様である。船体は同国のイージス艦に見られるトリマラン型（三胴船）を採用。また、従来地球連合各国やオーブで使われてきたVTOL戦闘機ではなく固定翼CTOL機＝ムラサメの運用を主とすべく、アングルド・デッキ、二段式飛行甲板、7基のリニアカタパルトを備える。艦長はトダカ、副長はアマギが務める。
劇中ではオーブ軍海外派遣艦隊の中核戦力として、随伴艦のクラオミカミ級やイージス艦とともに派遣され、黒海、クレタ沖の両海戦においてザフトのミネルバ級と護衛艦艇や艦載機のムラサメ・M1アストレイ（シュライク装備型）とともに交戦。敗北を悟った司令官トダカは総員退艦ののち本艦を敵艦隊に向け突進させる。ソードインパルスの対艦刀エクスカリバーでタケミカズチはトダカもろとも艦橋を両断され、沈没した。
『FREEDOM』では、同型艦ワダツミが事前に国外避難する国民を乗せたバスや車両を甲板に載せ、艦艇の護衛を受けながら避難任務に就いていた。

### その他の水上艦
SEED本篇「PHASE-27 果てなき輪舞」のコールドオープンに登場し、「PHASE-38 決意の砲火」のAパートにも流用されたオノゴロ島に停泊するモブ艦群には、ムサイに酷似した謎の小型艦（クラオミカミ級護衛艦の真横）など設定上存在しないものが描かれていた。HDリマスター（本放送）版では、当該25話では全て削除された処理カットに差し替えられ、当該36話では上述のムサイ似の艦だけが削除された処理カットに差し替えられている。
DESTINY本篇「PHASE-40 黄金の意志」ではカガリの口からタカミツガタ、「PHASE-43 反撃の声」では司令部のアナウンスからハヤマツミ、タヤマツミなどの艦名が挙げられたが、何の級かまでは言明されていない。

### イズモ級
モルゲンレーテ社が開発した艦で、艦首カタパルト部及び両舷側部と艦橋部分が分離する構造となっており、艦橋部分のみがオーブ本国とヘリオポリス間の連絡用艦艇として運用される。アークエンジェルの設計母体となった艦でもあり、艦橋の形状や武装など共通点が多い。オーブ脱出時にアークエンジェルが使用したプラズマ・ブースターは元々イズモ級用のもの。
本艦は分類に関する設定（名称）が錯綜しているのも特徴で、森田繁の解説、角川書店『公式ガイド3 SEED－明日への翼－』、竹書房『PA5 SEED DESTINY』、宝島社『僕たちの好きなSEED メカニック解析編』、双葉社『ガンダムの常識 SEED 連合・オーブ篇』などでは「宇宙戦艦」、講談社『SEED メカ編 Vol.4』では「MS運用戦艦」、角川書店『公式ガイド3 DESTINY－誓いの宇宙－』では「宇宙戦闘艦」などと記されている。一方、デザイナーの山根公利によるイラストエッセイ『Seek ! Seed Ships #9』によれば「太平洋戦争期に実在した日本軍の航空戦艦の宇宙版であろうか」のように述べられており、竹書房『PA3 SEED』や講談社『DESTINY メカ04』では「航宙艦」と記されている。英語表記はIzumo class space warship で、戦艦を意味するBattleship とはなっておらず、直訳すれば宇宙軍艦であり、巡洋艦とも戦艦とも意味を取れるものになっている。
イズモ
『SEED ASTRAY』などに登場するネームシップ（1番艦）。サハク家が管理する宇宙軌道ステーション「アメノミハシラ」を拠点としている。船体塗装は黒基調に黄色のライン。艦名は日本神話に登場する「出雲国」に由来する。
ユニウスセブン落下事件にて、オーブ本国へ落下しつつあったユニウスセブンの破片に体当たりを敢行し軌道をずらすことに成功する。この体当たりによる喪失は免れたようで、『天空の皇女』の時代においても現役艦であるのが確認できる。
クサナギ
2番艦。本来はMAの運用艦であったが、M1アストレイの開発に伴い改修が加えられ、10機程度のMSを搭載可能となっている。船体塗装は白基調に青のライン。艦名のクサナギは、日本神話に登場する三種の神器のひとつ「草薙剣」に由来する。
『SEED』では、オーブ解放作戦において、オーブ軍の残存戦力を収容し、アークエンジェルと共に宇宙へ脱出する。その際、艦長はレドニル・キサカが務める。エターナルと同様に艦長の上に司令官を置く艦で、カガリが司令官を務める。メンデルで、エターナルと合流後は三隻同盟の一翼を担い、第二次ヤキン・ドゥーエ攻防戦を停戦協定締結まで戦い抜く。エターナルと共にジェネシスに猛攻を仕掛け、ローエングリン（陽電子砲）を発射するがPS装甲で弾かれてしまった。
『DESTINY』では、月面都市コペルニクスの宇宙港において、同級艦数隻と共に係留されていた。レクイエム攻防戦にてソガ一佐が艦長を務め、アマギ一尉が管制官シートを担当した。アークエンジェルを旗艦とするオーブ軍第2宇宙艦隊の副旗艦として戦闘に参加。最終決戦であるメサイア攻防戦を戦い抜き、無事に停戦を迎える。
スサノヲとツクヨミとともに3隻でレクイエムに猛攻を仕掛け、ローエングリン（陽電子砲）を発射するがシールドで弾かれてしまう。その後、アークエンジェルと共にネオ・ジェネシスの発射を受けるが、イズモ級は全て回避している。
『FREEDOM』では、新たに艦長に就任したアマギの指揮の下、ファウンデーションと共闘しているザフトクーデター軍を相手に奮闘する。
スサノヲ、ツクヨミ
『SEED DESTINY』に登場。コペルニクス宇宙港にクサナギと共に係留されており、艦載MSとして宇宙戦用MSオオツキガタが数機搭載されている。レクイエム攻防戦・メサイア攻防戦において、オーブ軍第2宇宙艦隊の一角として参加し、無事帰還する。艦名はそれぞれ、日本神話に登場する神名スサノオ・ツクヨミに由来する。

### 戦闘ヘリコプター
『SEED』第25話から登場したペールブルー色の複座式双発機で、35mm機関砲×2、10連装ミサイルポッド×2で武装している。
イージス艦などの艦船と共に領海警戒で出動している姿が多かったが、戦闘シーンはアニメ両本篇を通しても全く描かれておらず、むしろウズミ・ナラ・アスハやカガリなど政府要人が視察機として活用するシーンが殆んどだった。SEED特別篇「AFTER-PHASE 星のはざまで」ではアスラン・ザラも操縦している。

### アルバトロス
『SEED』第32話、『SEED DESTINY』第38話などで散見された人員運搬用の大型飛行艇。両本篇ともに負傷したアスラン・ザラを救助する役割で登場した。

### モビルスーツ指揮支援装輪警戒車
『DESTINY MSV戦記』第3話に登場。M1アストレイなどのMSと小隊を組み行動する。

### 対空砲
『SEED HDリマスター』第36話、『SEED DESTINY』第1&20（回想として）、40話などに登場した小型の牽引式2連装火砲。M1アストレイと共に飛来するミサイルの迎撃を担当した。

## 明けの砂漠

### 自走砲
反ザフトのゲリラ組織「明けの砂漠」が使用する戦闘車両。8輪トラックでフロントおよびサイドガラスはスリット入りの防弾板で塞がれている。武装は45mmバルカン砲。『SEED DESTINY』では、ロード・ジブリール邸を襲撃したゲリラが同型の車両を使用した。多くの公式資料では扱いが小さいが、デザイナーの山根公利によるイラストエッセイ『FROM G(THE) FIELD #10』でフィーチャーされており詳述されている。

### ハーフトラック
明けの砂漠が使用する半装軌車。荷台がそのままの状態の兵員輸送用と、2×2連装のミサイルポッドを搭載した戦闘用の2種類に大別される。主な操縦（搭乗）者は、〈兵員輸送用〉アフメド、エドル、ジャアフル、アヒド、〈戦闘用〉レドニル・キサカなど。

### 戦闘用エレカ
明けの砂漠が使用する4輪自動車。電気駆動式であり、車載兵装はない。『SEED DESTINY』では、 第二次ヤキン・ドゥーエ攻防戦後、マリュー・ラミアスとコジロー・マードックがモルゲンレーテ社の造船課Bに在籍時、施設構内の移動に使用していた社用車も戦闘用エレカと同じモデルであり、ブラウンに塗装されている。C.E.71年まで地球連合軍本部であったJOSH-Aの構内でも同型の車両が使われており、車体はブルーグレーに塗装されている。

## マーシャン

### アキダリア
『機動戦士ガンダムSEED C.E.73 Δ ASTRAY』に登場。マーシャンの惑星間航行用宇宙船。艦橋にはザフト系艦船の技術も用いられている。先端部は分離して通常の大気圏内外両用の宇宙船として運用される。ロウ・ギュールの技術供与により開発された陽電子砲を装備する。デルタアストレイと連動した自爆装置がマーシャン上層部によって仕掛けられていた。しかしナーエ・ハーシェルが地球との交渉のため火星に帰還したときに、デルタアストレイと共に火星に帰還した。

## サーペントテール

### グティ
『ASTRAY B』（小説版）、『FRAME ASTRAYS』などに登場。傭兵部隊サーペントテールが所有するパワードスーツの一種で、MSを操縦出来ない（しない）ロレッタ・アジャーが利用している。戦闘だけでなく細かな作業や工作も可能。武装としてハンマー、ノーマルライフル、コーナーショットライフルなどを装備する。
元は「ガンダムSEEDメカコンテスト」において「ゲルフィニート」「ボウィー」とともに入選した作品で、デザインをリファインされASTRAY作中に登場した。

## その他

### ツィオルコフスキー
『SEED』に登場する有人木星探査船。ジョージ・グレンの設計によりFASAが建造し、C.E.15年にジョージ・グレンら数名の宇宙飛行士を乗せて木星への往還飛行へと発進。旅立つ際にジョージ・グレンが自分がコーディネイターであることを告白した。その後、C.E.22年に木星圏で地球外生命体の化石「エヴィデンス01」を発見した後に、地球出発から14年後のC.E.29年に地球圏へと帰還した。
船体の形状は、宇宙世紀作品に登場した木星船団の輸送艦「ジュピトリス」に酷似しているが、世界観が異なるため直接的な関係性はない。
船名は、「宇宙開発の父」と呼ばれるロシアの科学者「コンスタンチン・ツィオルコフスキー」に由来する。

### 太陽砲台（仮称）
『SEED ASTRAY B』に登場。太陽の表面付近に設置されていた謎の兵器で、誰が、何のために準備していたのか一切不明のまま、『SEED DESTINY』終了後の世界で傭兵部隊サーペントテールの叢雲劾が駆るアストレイ ブルーフレーム フォース フルアーマー・フェイズシフトによって破壊された。

### パワーローダー
本体中央部に人間が搭乗する作業用機械。フォークリフトのような二本のアームとふたつの脚部を持つ。『SEED』本編第1話ではヘリオポリス襲撃の際、資材搬送に用いられているのが確認できる。連合・オーブ双方で使用されており、開発系統図ではMSの先駆にあたる存在。

## コンパス
世界平和監視機構コンパスに所属する兵器。

## ターミナル
ターミナルに所属する兵器。

## ファウンデーション王国
ファウンデーション王国軍に所属する兵器。